# Greenville (Pennsylvanie)
Pour les articles homonymes, voir Greenville.
Greenville est un borough situé dans le comté de Mercer en Pennsylvanie. En 2010, sa population et de 6 380 habitants.

## Source de la traduction
- (en) Cet article est partiellement ou en totalité issu de l’article de Wikipédia en anglais intitulé « Greenville, Pennsylvania » (voir la liste des auteurs).